# Secvențierea shotgun
Secvențierea shotgun este o metodă de  secvențiere ADN. Denumirea (în engleză shotgun sequencing, shotgun = pușcă de vânătoare) este o analogie la modelul aleatoriu de tragere al unei puști automate.
Secvențierea Sanger poate fi aplicată numai pentru șiruri relativ scurte de nucleotide (până la 1000 de baze). Secvențele mai lungi sunt fragmentate, iar asamblarea acestora se face computerizat.
Secvențierea shotgun,
presupune fragmentarea ADN-ului în numeroase segmente de mici dimensiuni, care sunt mai apoi secvențiate prin metoda  Sanger  și care produc citiri. Mai multe citiri suprapuse sunt obținute de-a lungul a mai multor ture de secvențiere. Programele bioinformatice asamblează citirile într-o secvență continuă.

## Vezi si
Secvențierea Sanger
Secvențierea nanopore
Secvențiere în timp real a unei singure molecule
Secvențierea Ion Torrent